# Vaggelīs Ziagkos
Euaggelos Ziagkos, detto Vaggelīs (in greco Ευάγγελος "Βαγγέλης" Ζιάγκος?; Giannina, 14 maggio 1976), è un allenatore di pallacanestro greco.